# Joey Alders
Joey Alders (Den Helder, 6 de agosto de 1999) é um automobilista neerlandês. Ele foi campeão do Campeonato Asiático de Fórmula 3 (atual Campeonato de Fórmula Regional Asiática) de 2019–20.

## Carreira

### Campeonato Asiático de Fórmula 3
Alders foi contratado pela equipe BlackArts Racing Team para a disputa da temporada de 2019–20 do Campeonato Asiático de Fórmula 3, com ele se sagrando campeão.